# Molpa
Molpa is een geslacht van rechtvleugeligen uit de familie sabelsprinkhanen (Tettigoniidae). De wetenschappelijke naam van dit geslacht is voor het eerst geldig gepubliceerd in 1870 door Walker.

## Soorten
Het geslacht Molpa omvat de volgende soorten:
- Molpa bilineolata Walker, 1870
- Molpa emarginata Dohrn, 1892
- Molpa latipennis Dohrn, 1906
- Molpa spathulata Bolívar, 1900